# Vedran Runje
Vedran Runje (Sinj, Croacia, 10 de febrero de 1976) es un exfutbolista croata. Jugaba de portero y su último equipo fue el Racing Club de Lens.

## Biografía
Vedran Runje comenzó su carrera futbolística en las categorías inferiores del Hajduk Split hasta que en 1996 pasa a formar parte de la primera plantilla.
En 1998 se marcha a jugar a Bélgica, al Standard de Lieja. En su primer año realiza una buena temporada y es elegido mejor portero de la Liga Belga, premio que se le vuelve a conceder en la temporada 00-01.
En 2001 ficha por el Olympique de Marsella. Con este equipo llega a la final de la Copa de la UEFA en 2004, aunque fue en esa temporada cuando perdió la titularidad en favor del nuevo fichaje del club, Fabien Barthez.
En 2004 regresa al Standard de Lieja y allí se convierte de nuevo en el portero titular, llegando a disputar 70 partidos consecutivos. En la temporada 06-07 vuelve a ser elegido mejor portero del campeonato.
En la temporada 06-07 ficha por los turcos del Beşiktaş. Con este club se proclama campeón de la Copa de Turquía.
En 2007 ficha por el Racing Club de Lens, que tuvo que desembolsar alrededor de 1 millón de euros para hacerse con su ficha. Runje se ganó el puesto de titular en el equipo en su primera temporada. A pesar de ganarse rápidamente la titularidad el equipo terminaría descendiendo a la Ligue 2, donde apenas duró una temporada tras ganar el campeonato. En la temporada 2010/11 el Racing Club de Lens vuelve a descender. Con este motivo el arquero decide dejar el club

### Selección nacional
Fue internacional con la Selección de fútbol de Croacia en 22 ocasiones. Su debut como internacional se produjo el 15 de noviembre de 2006 en un partido contra Israel en el que su país se impuso por 4 a 3.
Fue convocado por su selección para participar en la Eurocopa de Austria y Suiza de 2008. Disputó un encuentro: Polonia 0 - 1 Croacia (tercer partido de la liguilla).

## Clubes
| Club                      | País    | Año        |
| ------------------------- | ------- | ---------- |
| HNK Hajduk Split          | Croacia | 1996-1998  |
| Standard Lieja            | Bélgica | 1998-2001  |
| Olympique de Marsella     | Francia | 2001-2004  |
| Standard Lieja            | Bélgica | 2004-2006  |
| Beşiktaş Jimnastik Kulübü | Turquía | 2006-2007  |
| Racing Club de Lens       | Francia | 2007- 2011 |

## Títulos
- 1 Copas de Croacia (Beşiktaş, 2007)
- Mejor portero de la Primera División de Bélgica en tres ocasiones (1999, 2001 y 2006).

- Datos: Q375800
- Multimedia: Vedran Runje / Q375800